# Лаборатория орнитологии Корнеллского университета
Лаборатория орнитологии Корнеллского университета (англ. Cornell Lab of Ornithology) — структурное подразделение Корнеллского университета (Итака, Нью-Йорк). Миссия лаборатории — изучение и сохранение биоразнообразия Земли с акцентом на птиц путём исследования, образовательной деятельности и развития гражданской науки.
Лаборатория выпускает ежеквартальный журнал Living Bird, ежемесячную электронную рассылку, а также публикует книги под собственным брендом. Также лаборатория ведёт ряд проектов, направленных на развитие гражданской науки, среди которых All About Birds, eBird, Merlin Bird ID.

## История
Лаборатория орнитологии была основана в 1915 году профессором Корнеллского университета Артуром А. Алленом, одним из первых профессоров в области орнитологии. С самого начала одним из ключевых принципов работы была поддержка интереса к изучению и сохранению биоразнообразия не только со стороны профессиональных учёных.

## Структура организации
Лаборатория является подразделением Корнеллского университета. Руководящий орган — Административный совет из 30 членов, назначаемый управляющим органом университета. Бюджет лаборатории в 2020 году составил 33 млн долларов США, а выручка — 38,5 млн долларов США.

## Гражданская наука
Одна из приоритетных задач лаборатории — сбор данных от орнитологов-любителей для научных целей. В проектах гражданской науки участвуют более 600 тысяч человек. База данных eBird позволяет получить данные по более чем 10 тысяч видов птиц. По состоянию на октябрь 2020 года в базу было загружено более 47 миллионов наблюдений. Мобильное приложение Merlin Bird ID позволяет идентифицировать в режиме реального времени около 8000 видов птиц с точностью 92 %.
Проект eBird реализуется в партнёрстве с Национальным Одюбоновским обществом.

## Исследования
Основные направления исследовательской работы лаборатории — экология, сохранение биоразнообразия, образовательные программы, эволюционная биология, информационные системы и популяционная генетика. Разрабатывается программное обеспечение, которое позволяет изучать поведение животных (в первую очередь птиц), способы их общения и паттерны движения.
Лаборатория эволюционной биологии занимается изучением ДНК ныне живущих птиц для установления родства различных видов.
Также в лаборатории ведут учёт видов, численность которых быстро снижается. Совместно с Partners in Flight был разработан первый план по сохранению разнообразия птиц Северной Америки. С 2009 года также при участии нескольких партнёров публикуются отчёты о состоянии орнитофауны.